# 외몽골 점령
외몽골 점령은 북양정부가 외몽골 자치권 철회(중국어 정체자: 外蒙古撤治) 이후 1919년 10월부터 1921년 3월 18일까지 우르가에 주둔한 중국군이 로만 폰 웅게른슈테른베르크 남작이 이끄는 러시아 백군(부랴트인, 러시아인 등)과 몽골군에 의해 격퇴될 때까지 지속된 사건이다. 이들은 다시 1921년 6월까지 붉은 군대와 몽골 동맹군에 의해 패배했다. 비록 북양정부가 외몽골의 복드 칸국의 자주권을 폐지하고 우랸하이 변경주(투바)까지 점령을 확대했지만, 두 지역에 대한 통치를 확고히 할 수 없었다.

## 배경
1911년 12월 신해혁명 당시 외몽골은 1911년 몽골 혁명으로 청나라로부터 독립을 선언했다. 몽골은 복드 칸이 이끄는 사실상 절대적인 신권 전제군주국이 되었다. 그러나 새로 수립된 중화민국은 청나라가 보유했던 모든 영토의 계승권을 주장하며 외몽골을 자국 영토의 일부로 간주했다. 이 주장은 6세의 선통제를 대신하여 효정경황후가 서명한 청 황실 퇴위 조서에 명시되어 있었다: "만주, 한, 몽골, 회, 장 등 다섯 민족의 영토적 완전성을 하나의 위대한 중화민국으로 지속시킨다." 1912년에 채택된 중화민국임시약법은 외몽골을 포함한 새로운 공화국의 변경 지역을 국가의 필수적인 부분으로 명시적으로 규정했다.
1915년 3국 캬흐타 협정에서 러시아 제국(몽골 독립에 전략적 이익이 있었으나 중국을 완전히 소외시키고 싶지는 않았다), 중화민국, 복드 칸국은 외몽골이 중국의 종주권 아래 자치 지역임을 합의했다. 그러나 이후 몇 년 동안 제1차 세계 대전과 그 후 10월 혁명으로 인해 아시아에서 러시아의 영향력은 약화되었다. 1918년부터 외몽골은 러시아 내전의 위협을 받았고, 1918년 여름 중국에 군사적 지원을 요청하여 울란바토르에 소규모 병력이 파견되었다. 그리고리 미하일로비치 세묘노프는 범몽골 국가를 건설하려는 계획을 주도하며 부랴트인과 내몽골인을 이끌었다. 한편, 일부 몽골 귀족들은 신권적인 라마교 정부에 의해 소외되는 것에 점점 더 불만을 갖게 되었고, 시베리아의 그리고리 세묘노프의 범몽골주의 운동으로 인한 외몽골 독립 위협에 자극을 받아 1919년에는 중국의 통치를 받아들일 준비가 되어 있었다. AP 통신에 따르면, 일부 몽골 추장들은 중국이 몽골 통치를 재개하고 외몽골의 자치권을 종식시키도록 요청하는 탄원서에 서명했다. 복드 칸과 그의 성직자들에게 반대했기 때문에, 몽골 귀족들은 1919년 8월-9월에 천이(陳毅)와 63개 조항의 협정을 맺고 몽골 자치권을 폐지하고 중국과 재통합하는 데 동의했다. 부랴트인과 내몽골인이 주도한 그리고리 세묘노프의 범몽골주의 계획은 우르가의 할하 몽골 귀족들에게 거부되었고, 할하 귀족들은 대신 천이 휘하의 중국인들에게 자신들이 이에 반대한다고 확언했다. 몽골 자치권의 종식과 니스렐 휘리, 알탄불라그, 울리야수타이, 호브드에 중국군 주둔 가능성은 일본의 지원을 받는 부랴트 범몽골 운동에 대한 대응으로 몽골 정부에 의해 허용되었다.
중국 정부의 동맹국인 칭하이 출신 투족인 겔룩파 불교 라마 지도자 제6대 장자 후투그투는 외몽골의 자치권에 반대했다.

## 원인

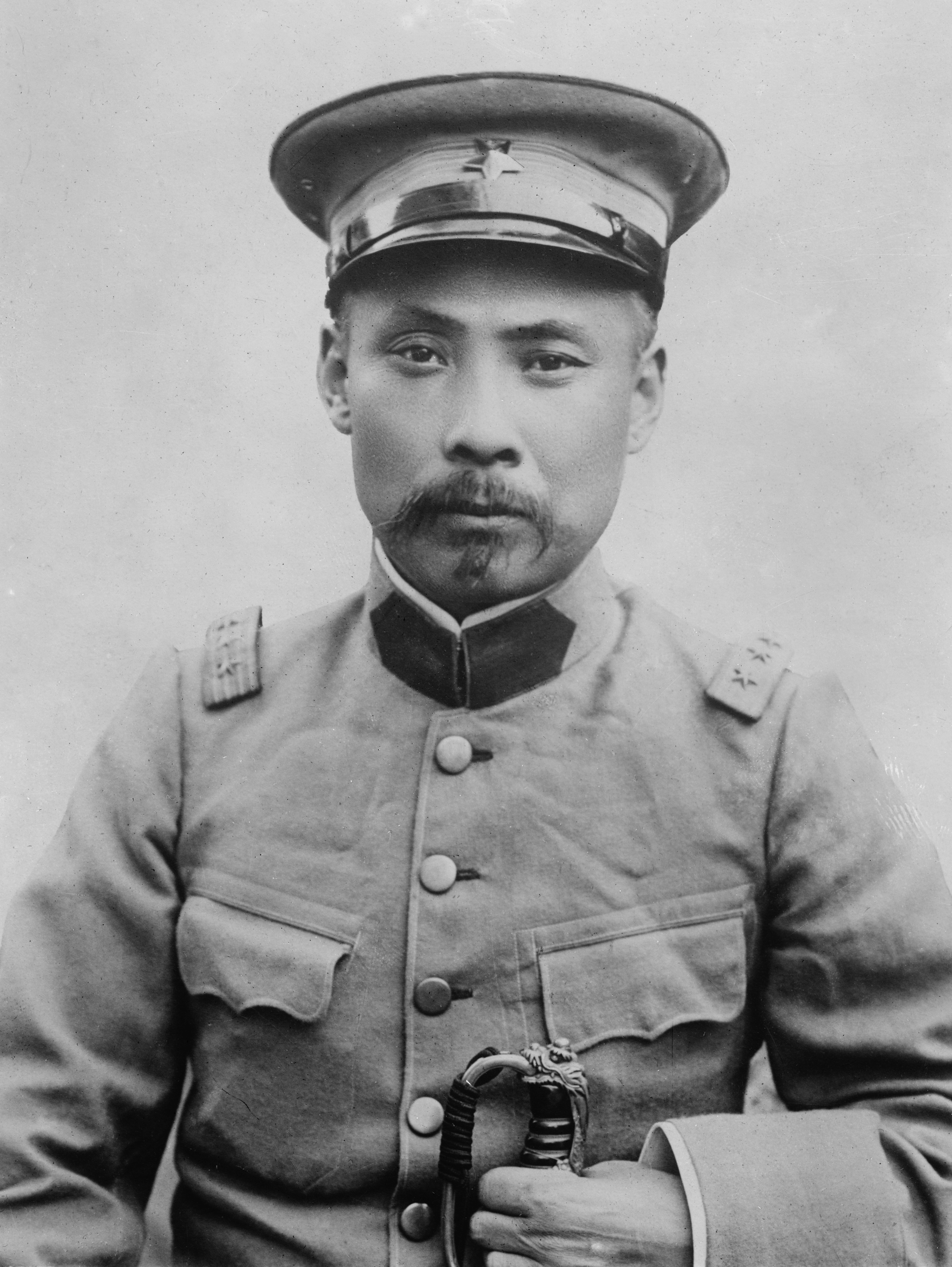
돤치루이

몽골 침공은 돤치루이 중국 총리가 구상한 것으로, 그는 중국의 제1차 세계 대전 참전을 주도했다. 그는 일본 제국 정부로부터 니시하라 차관을 포함한 여러 거액의 차관을 얻었다. 그는 이 돈을 명목상 중앙 동맹국과 싸우기 위한 "참전군"을 창설하는 데 사용했다. 그의 경쟁자들은 군대의 실제 목적이 내부 반란을 진압하는 것임을 알고 있었다. 이 군대는 육군부를 벗어나 그가 이끄는 "참전국"에 의해 통제되었고, 전적으로 그의 환계군벌 소속 인물들로 구성되었다. 돤의 경쟁자인 펑궈장 총통은 헌법상 총사령관임에도 불구하고 통제권이 없었다. 전쟁이 병사 한 명도 해외에 발을 들이지 않은 채 끝나자, 그의 비판자들은 참전군의 해산을 요구했다. 돤은 자신의 군대에 새로운 목적을 찾아야 했다. 몽골이 선택된 데에는 여러 이유가 있었다.
- 1919년 파리 강화 회의에 파견된 돤의 특사들은 산둥의 독일 조차지(자오저우만 조차지)가 일본으로 넘어가는 것을 막지 못했고, 이로 인해 중국 민족주의 5·4 운동이 그의 정책을 비난하게 되었다. 애국자로서의 그의 명성은 실추되었다. 몽골을 재통합하면 상황이 역전될 것이었다.
- 호법 전쟁은 후난성에서 피비린내 나는 교착 상태에 빠졌다. 반군으로부터 중국 남부를 탈환하기 위한 또 다른 위험한 시도에 군대를 사용하는 것은 바람직하지 않았다.
- 러시아 내전으로 몽골은 외국 보호자가 없어졌다. 쉬운 승리는 돤의 위상을 높여줄 것이었다.
- 오랜 기간 몽골 총리였던 톡스-오치링 남난수렌이 1919년 4월 사망하면서 국가의 통치 엘리트들은 후계자를 두고 깊이 분열되었다. 몽골의 일부 왕자들과 한족들은 중국과의 재통일을 모색했다.

## 침공

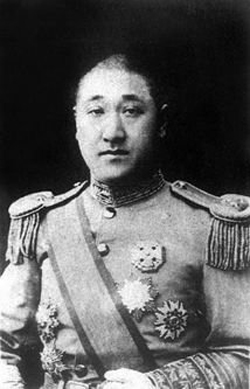
쉬수정

친일파 환계군벌 지도자 쉬수정은 첸이와 몽골 귀족들 사이에 서명된 협정을 위반하고 몽골 군사 점령을 주도했다. 그는 몽골을 자신의 봉토로 사용하고 싶었기 때문이다. 환계군벌은 안푸 집단으로도 알려져 있었다. 일부 저자들은 안푸 클럽이 일본으로부터 뇌물을 받아 몽골에 일본의 전략을 실행했다고 믿는다.
참전군은 서북변방군으로 개명되었다. 돤은 그의 오른팔인 쉬수정에게 군사 통제권을 주었는데, 그는 중국 정부 내 친일파 환계군벌의 일원이었다. 그들은 원정이 몽골 왕자들의 초청으로 볼셰비키의 침입으로부터 몽골을 보호하기 위한 것이라고 발표했다. 1919년 7월에 시작될 예정이었지만, 열차 고장으로 지연되었다. 10월에 쉬는 4,000명의 선봉대를 이끌고 저항 없이 빠르게 우르가를 점령했다. 나머지 국가를 점령하기 위해 10,000명의 병력이 뒤를 따랐다. 성공적인 침공은 쑨원의 경쟁 남방 정부를 포함하여 중국 전역에서 환영받았지만, 쑨의 전보는 비꼬는 투로 해석될 수 있었다. 일본이 친일 중국 군벌들에게 몽골을 점령하여 러시아 혁명가들의 몽골 및 중국 북부로의 혁명 확산을 막으라고 지시했다는 설이 있다. 중국이 점령을 완료한 후, 일본은 그들을 버려 스스로 해결하게 했다. 이러한 자료는 혁명과 내전으로 인한 러시아의 약화가 외몽골 점령의 원인이 된 안후이 주도의 중국 정부의 주도였다는 것을 나타내는 기록 보관 문서에 의해 확인되지 않는다. 만라이바타르 담딘수렌은 "나는 중국과 붉은 러시아로부터 몽골을 지킬 수 있다"고 말했다.

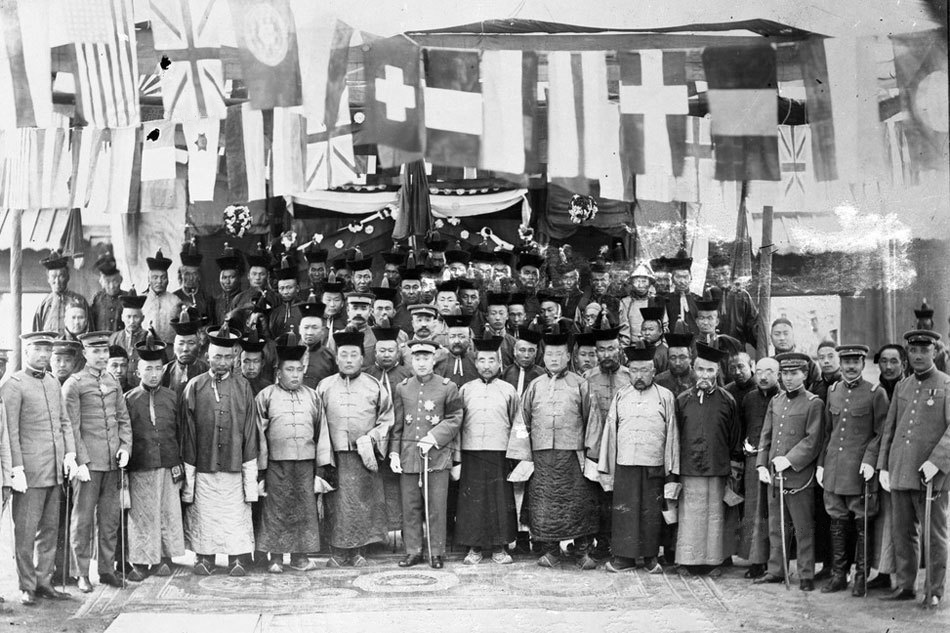
쉬수정과 울란바토르의 몽골 노얀들

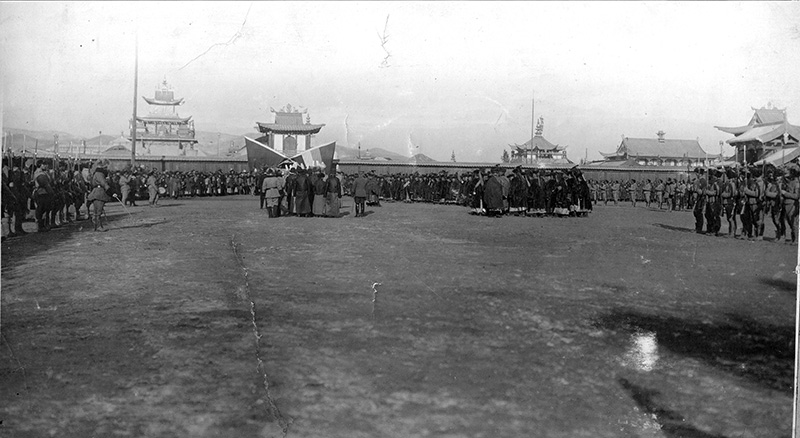
1920년 몽골 자치권 철폐식, 옐로우 궁전 앞

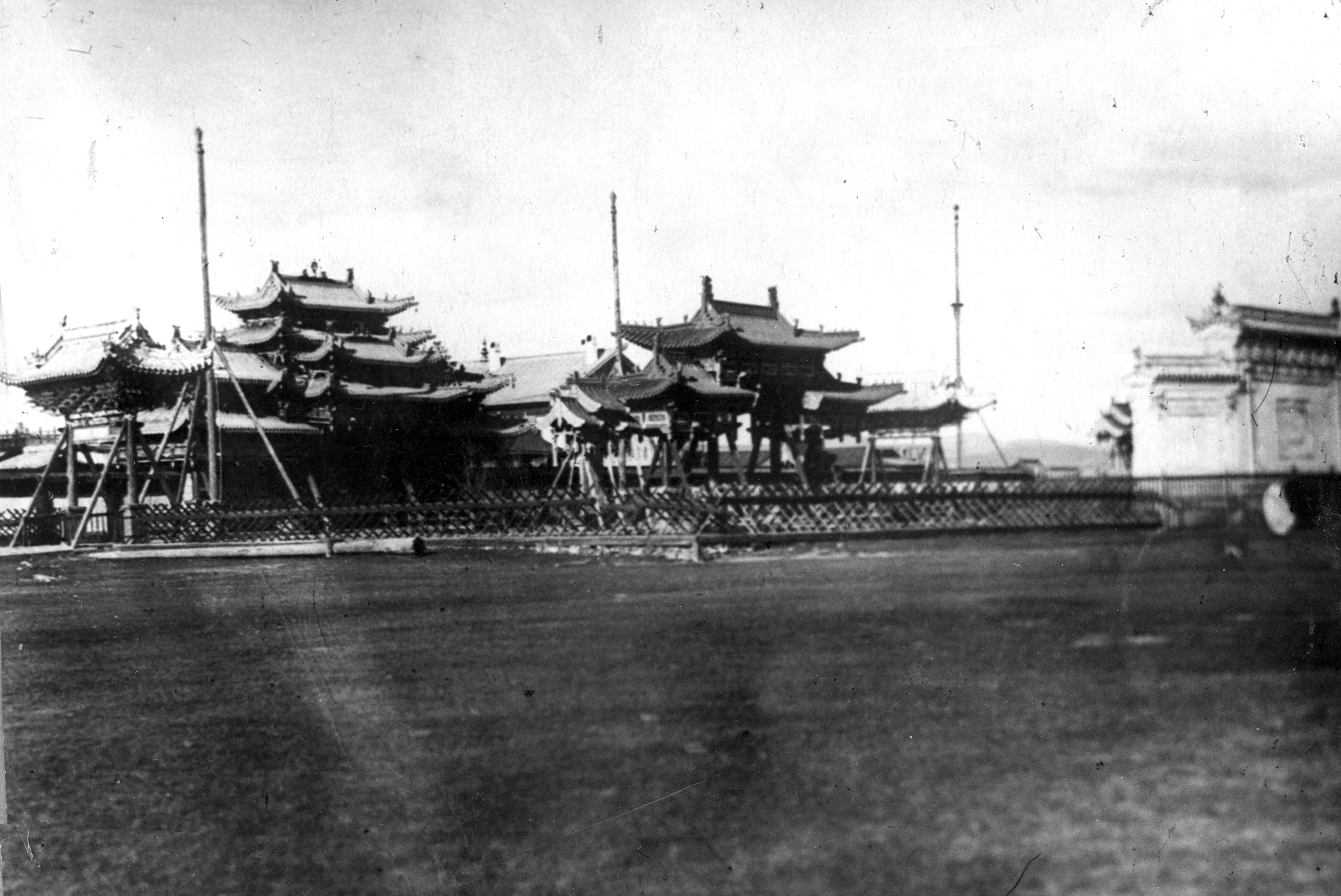
1920년대 그린 팰리스

1919년 쉬수정은 몽골 칸 회의에 거만한 연설을 했다. 1920년 2월, 쉬는 복드 칸과 다른 지도자들이 그와 오족공화 기 앞에서 고두를 강요당하는 매우 굴욕적인 의식을 주재했다. 그 사건은 중국 통치에 대한 적극적인 저항의 시작을 알렸고, 이는 몽골 인민당으로 통합되었다.
중국 국내 정치는 곧 상황을 극적으로 변화시켰다. 침공은 만주의 강력한 군벌인 장쭤린에게 경각심을 불러일으켰는데, 그는 그렇게 큰 군대가 자신의 영토에 너무 가까이 이동한 것에 불쾌해했다. 그는 차오쿤과 우페이푸와 같은 비판자들의 목소리에 동참하여 환계군벌의 제거를 요구했다. 7월, 그들은 쉬스창 총통에게 쉬수정을 그의 직위에서 해임하도록 강요했다. 이에 쉬수정은 병력의 대부분을 중국 내 적들과 대결하기 위해 이동시켰다. 그와 돤치루이는 뒤이은 직환전쟁에서 패배했다. 이로 인해 몽골에는 지도자 없는 소수의 중국군만 남게 되었다.
점령 당시 많은 중국군은 내몽골 자치구 출신의 차하르 몽골인들이었는데, 이는 외몽골인(할하 몽골인)과 내몽골인 사이에 심한 적대감의 주요 원인이 되었다. 그러나 주요 적대감은 중국 정부로부터 적절한 급여를 받지 못한 중국 군인들에게 향했다. 이는 우르가 및 기타 지역에서 중국군에 의한 몽골인 약탈과 살해로 이어졌다.
투셰그 칸 아이막의 왕자 다이친 친 왕은 중국 통치를 지지했지만, 그의 동생 체왕은 웅게른을 지지했다.
중국은 홍후지가 이끄는 차하르 내몽골인 부대를 외몽골인과 싸우게 파견했지만, 투셰군 라마가 그들을 죽였다. 중국군과 웅게른의 군대 모두 차하르 내몽골 병사들을 포함하고 있었는데, 이들은 외몽골인들을 약탈하고 훼손하는 것 외에도 지역 외몽골 여성들을 납치하는 데 가담했다. 약탈하는 내몽골 차하르인들은 중국 고등판관 우친 라오에 의해 모집되었는데, 이는 그들이 약탈에 가담할 것이라는 의도적인 인식을 가지고 있었다. 웅게른 군대의 러시아인 포함 탈영병들은 웅게른 군대의 차하르 내몽골인들에게 처벌받거나 살해당했다. 소련 붉은 군대는 웅게른 군대의 차하르 몽골 부대를 격파했다.

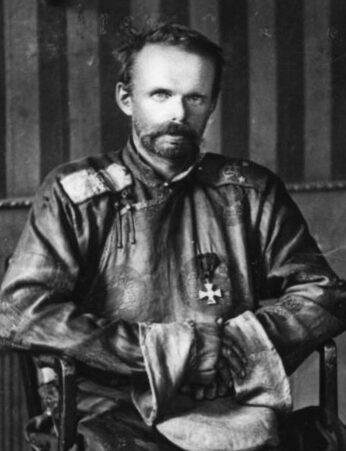
로만 폰 웅게른슈테른베르크 남작

10월, 백군 남작 로만 폰 웅게른슈테른베르크 남작이 북쪽에서 몽골로 진격하여 울란바토르에 주둔한 중국군과 여러 전투를 벌였고 1921년 2월에 울란바토르를 점령했다. 그곳에서 그는 중국군을 격파하고 복드 칸을 군주로 복원했다. 거의 동시에, 몽골 인민당은 중국군과 첫 전투를 벌였다. 중국군 패배 후, 2000명의 중국인들이 살아있는 부처에게 그의 군단에 입대시켜 달라고 탄원했다. 그들은 받아들여져 두 개의 연대를 구성했으며, 휘장으로 옛 중국 은룡을 달았다.
외몽골의 재정복은 장쭤린에게 맡겨졌다. 소련 붉은 군대 사령관과 담딩 수흐바타르가 이끄는 몽골 인민당-붉은 군대 합동 원정대가 8월에 웅게른을 격파했다. 웅게른에 맞선 소련 연대 중 하나는 콘스탄틴 콘스탄티노비치 로코솝스키가 이끌었다. 직봉전쟁으로 이어진 긴장과 러시아 내전에서 볼셰비키의 명백한 승리는 중국의 개입을 종식시켰다. 환생자, 주지승, 라마들은 소련 볼셰비키가 이끄는 몽골 인민당에 의해 투옥되거나 처형되었다. 중국은 소련의 개입을 거부했다.
자바이칼 카자크 아타만은 세묘노프였다. 몽골-부랴트 공화국은 1919년 1월 세묘노프에 의해 선언되었다. "부랴트 민족부"가 세묘노프와 부랴트 지식인, 라마, 노얀 등 부랴트 엘리트들에 의해 창설되었고 1919년 2월 세묘노프와 일본에 의해 소집되었다. 목표는 부랴티아, 투바, 외몽골, 내몽골을 하나의 몽골 국가로 통합하는 것이었으며, 이는 1919년 2월 세묘노프의 트랜스바이칼 부랴트인이 주도한 치타 "범몽골" 회의에서 논의되었다. 1919년 2월 회의 이후 "임시 정부"가 수립되었다. 러시아 장교가 지휘하는 차하르인과 다른 몽골인들이 세묘노프의 군대에서 복무했다. 내몽골인들은 한 사단을 구성했다. 군대에는 차하르인, 퉁구스인, 부랴트인, 타타르인, 바시키르인 등이 있었다. 세묘노프의 백군 기병대는 1,800명의 부랴트인을 징집했고, 부랴트인들은 볼셰비키에 의해도 모집되었다. 자바이칼에서는 세묘노프가 알렉산드르 바실리예비치 콜차크의 후위대를 지휘하던 카펠과 합류했다. 세묘노프와 콜차크는 동맹이었다. 1916년부터 1919년까지 부랴트인들은 일본의 선전에 노출되었다. 파리 강화 회의에는 1919년 2월 세묘노프가 수립한 범몽골 계획의 "다우리아 정부" 대표자들이 참석했다.
푸선거는 바르구트와 카라친(카라친) 몽골 병사들을 이끌었고 그들의 훈련을 웅게른에게 맡겼다. 범몽골주의 내몽골 사령관 푸선거는 웅게른과 함께 범몽골 회의에 참석하여 베르사유에 대표단을 파견했지만, 웅게른은 부랴트 민족 민주주의자들의 참여로 인해 범몽골주의 운동에 대한 혐오감을 느끼게 되었고, 그는 이 운동에 참여하지 않았다. 복드 칸은 일본과 세묘노프에게 권력을 잃고 싶지 않았기 때문에 범몽골 국가의 아이디어를 거부했다. 그는 중국을 자극하고 싶지 않았기 때문에 푸선거가 참여한 다우리아 대표단을 거부했다. 다우리아에 있는 웅게른의 러시아 장교들은 푸선거와 부랴트 병사들의 내몽골 병사들을 훈련시키고 있었지만, 내몽골인과 부랴트인 사이에 적대감이 형성되고 있었다. 푸선거와 그의 병사들은 부랴트인들을 죽이고 내몽골로 돌아가고 싶어했다. 이 음모는 발각되었고, 짧은 전투에서 푸선거와 대부분의 공모자들이 러시아 병사들에 의해 살해되었다.

## 여파
아시아 기마사단이 우르가를 점령하고 있던 중국군을 몰아낸 후, 몽골은 1921년 2월에 독립을 되찾았다. 중국군과 소련 붉은 군대는 도주하고 웅게른을 버린 카자그란디와 수하레프와 같은 나머지 백군을 격파했다. 1921년 6월 중국군은 카자그란디 대령이 이끄는 350명의 백군 부대를 격파했는데, 대부분은 전투에서 사망했지만 42명이 포로가 되었다.
볼셰비키의 지원을 받아 몽골 혁명가들은 외몽골에서 러시아 백군과 중국군을 차례로 제거하고 새로운 인민 정부가 수립되었다. 짧은 입헌군주제 기간을 거쳐 1924년에 몽골 인민공화국이 수립되어 1992년까지 지속되었다.
1922년 친소 몽골 공산주의자들이 외몽골을 장악한 후, 복드 칸과 보도는 장쭤린의 영토(중국 "동북 3성")가 외몽골을 행정적으로 관할할 것을 제안했다.
중국에게는 점령이 간접적으로 북양군벌의 영구적인 분열과 강자 돤치루이의 몰락으로 이어졌다. 이는 군벌 시대의 시작을 알렸는데, 위안스카이의 옛 장교들이 수년간 서로 싸웠다. 많은 백군 게릴라들은 점령 후 중국에서 용병이 되었다. 시베리아 개입과 함께, 이는 북양 정부가 수행한 유일한 해외 군사 원정이었다. 당시 중국 대륙을 통치하던 중화민국은 1946년까지 몽골을 자국 영토의 일부로 주장했다. 중국의 국민정부는 1945년 독립에 찬성한 1945년 몽골 독립 국민투표 이후 1946년 1월 몽골의 독립을 공식적으로 인정했다. 그러나 중국국민당 정부는 대만에서 1953년 국공 내전에서 소련이 공산당을 지원한 것에 대한 보복으로 몽골 독립 인정을 철회했다.
2002년 중화민국 정부는 몽골을 다시 독립국가로 인정한다고 발표했고, 이로써 몽골은 중화민국의 공식 지도에서 제외되었고 몽골 시민들은 대만을 방문할 때 여권을 제시해야 했다. 몽골과 대만 간의 비공식 관계는 울란바토르와 타이베이시에 무역 사무소를 통해 수립되었지만, 공식적인 외교 관계는 없었다. 하나의 중국 정책으로 인해 몽골은 중화인민공화국만을 인정한다. 2012년 대륙위원회는 "몽골(대만에서 과거 외몽골로 알려짐)은 헌법적으로 주장된 영토의 일부였던 적이 없다"는 성명을 발표했다.
많은 부랴트인들은 웅게른의 군대에서 복무했으며, 스탈린의 박해가 뒤따르자 몽골은 많은 도주하는 부랴트인들의 피난처가 되었다. 소련은 몽골인들을 투바인과 부랴트인들과 분리시켰지만, 이들은 이전 러시아 제국과 우랸하이 공화국 시대부터 분리되어 있었다. 소련 통치 기간 동안 볼셰비키 관리들은 부랴티아에서 반불교 운동을 전개하여 문화 및 지식인 숙청으로 많은 사람들을 처형했다. 소련은 반종교 운동에서 부랴트 성직자들의 반대에 직면했다. 트랜스바이칼리아와 부랴티아의 몽골 민족주의는 몽골 공산주의자와 소련에 의해 그리고리 세묘노프와 동일시되었다. 부랴트-몽골 공산당 제1서기 베르바노프는 스탈린의 숙청에서 처형되었다. 부랴티아와 투바는 오늘날 러시아 연방의 일부이며, 20세기 초부터 러시아인이 부랴티아 인구의 대부분을 차지하고 있다.

## 같이 보기
- 복드 칸국
- 부랴트-몽골
- 1921년 몽골 혁명
- 소련의 몽골 개입
- 티베트 (1912년~1951년)

### 인용
1. ↑  Willard Sunderland (2014년 5월 9일). 《The Baron's Cloak: A History of the Russian Empire in War and Revolution》. Cornell University Press. 224–쪽. ISBN 978-0-8014-7106-3.
2. ↑  Alfred J. Rieber (2015년 8월 25일). 《Stalin and the Struggle for Supremacy in Eurasia》. Cambridge University Press. 83–쪽. ISBN 978-1-316-35219-9.
3. ↑  Tanner, Harold (2009). 《China: A History》. Hackett. 419쪽. ISBN 978-0872209152.
4. ↑  Esherick, Joseph; Kayali, Hasan; Van Young, Eric (2006). 《Empire to Nation: Historical Perspectives on the Making of the Modern World》. Rowman & Littlefield Publishers. 245쪽. ISBN 9780742578159.
5. ↑  Zhai, Zhiyong (2017). 《憲法何以中國》. City University of HK Press. 190쪽. ISBN 9789629373214.
6. ↑  Gao, Quanxi (2016). 《政治憲法與未來憲制》. City University of HK Press. 273쪽. ISBN 9789629372910.
7. ↑  Zhao, Suisheng (2004). 《A Nation-state by Construction: Dynamics of Modern Chinese Nationalism》. Stanford University Press. 68쪽. ISBN 9780804750011.
8. ↑  Jasper Becker (2008년 6월 15일). 《Mongolia: Travels in the Untamed Land》. Jasper Becker. 355–쪽. GGKEY:WYN69Z428Q4.
9. ↑  Thomas E. Ewing, "Russia, China, and the Origins of the Mongolian People's Republic, 1911-1921: A Reappraisal", in The Slavonic and East European Review, Vol. 58, No. 3 (Jul., 1980), p. 406ff
10. ↑  “Outer Mongolia, Tired of Autonomy, Asks China to Pay Her Princes and Take Her Back.”. 《The New York Times》. The Associated Press. 1919년 10월 31일. 17면.
11. ↑  James Palmer (June 2011). 《The Bloody White Baron: The Extraordinary Story of the Russian Nobleman Who Became the Last Khan of Mongolia》. Basic Books. 122–쪽. ISBN 978-0-465-02207-6.
12. 1 2  Jon D. Holstine (2015년 1월 16일). 《Recent Outer Mongolian International Relations: A Time Capsule》. Lulu.com. 1899–쪽. ISBN 978-1-312-67014-3.
13. ↑  Willard Sunderland (2014년 5월 9일). 《The Baron's Cloak: A History of the Russian Empire in War and Revolution》. Cornell University Press. 181–쪽. ISBN 978-0-8014-7106-3.
14. ↑  Narangoa Li; Robert Cribb (2014년 6월 17일). 《Historical Atlas of Northeast Asia, 1590–2010: Korea, Manchuria, Mongolia, Eastern Siberia》. Columbia University Press. 167–쪽. ISBN 978-0-231-16070-4.
15. ↑  《Proceedings of the Tenth Seminar of the IATS, 2003. Volume 9: The Mongolia-Tibet Interface: Opening New Research Terrains in Inner Asia》. BRILL. 2007년 9월 11일. 26–쪽. ISBN 978-90-474-2171-9.
16. ↑  Joseph Esherick; Hasan Kayalı; Eric Van Young (2006년 1월 1일). 《Empire to Nation: Historical Perspectives on the Making of the Modern World》. Rowman & Littlefield. 267–쪽. ISBN 978-0-7425-4031-6.
17. ↑  Uradyn E. Bulag (2010년 7월 16일). 《Collaborative Nationalism: The Politics of Friendship on China's Mongolian Frontier》. Rowman & Littlefield Publishers. 73–쪽. ISBN 978-1-4422-0433-1.
18. ↑  Elizabeth Endicott (2012년 11월 13일). 《A History of Land Use in Mongolia: The Thirteenth Century to the Present》. Palgrave Macmillan. 1–쪽. ISBN 978-1-137-26967-6.
19. ↑  《Asia and Africa Today》. Asia and Africa Today. 1984. 34쪽.
20. ↑  Anthony B. Chan (2010년 10월 1일). 《Arming the Chinese: The Western Armaments Trade in Warlord China, 1920-28, Second Edition》. UBC Press. 69–쪽. ISBN 978-0-7748-1992-3.
21. ↑  Larry Weirather (2015년 11월 11일). 《Fred Barton and the Warlords' Horses of China: How an American Cowboy Brought the Old West to the Far East》. McFarland. 101–쪽. ISBN 978-0-7864-9913-7.
22. ↑  James Palmer (June 2011). 《The Bloody White Baron: The Extraordinary Story of the Russian Nobleman Who Became the Last Khan of Mongolia》. Basic Books. 123–쪽. ISBN 978-0-465-02207-6.
23. ↑  Zhamsrangiĭn Sambuu; Mary Rossabi (2010). 《Herdsman to Statesman: The Autobiography of Jamsrangiin Sambuu of Mongolia》. Rowman & Littlefield. 67–쪽. ISBN 978-1-4422-0750-9.
24. ↑  Otto Maenchen-Helfen (1992년 1월 1일). 《Journey to Tuva》. Ethnographics Press, University of Southern California. 200쪽. ISBN 978-1-878986-04-7.
25. ↑  Xiaobing Li; Patrick Fuliang Shan (2015년 10월 16일). 《Ethnic China: Identity, Assimilation, and Resistance》. Lexington Books. 25–쪽. ISBN 978-1-4985-0729-5.
26. ↑  John S. Major (1990). 《The land and people of Mongolia》. Harper and Row. 119쪽. ISBN 978-0-397-32386-9. in 1919, a Japanese influenced faction in the Chinese government mounted an invasion of Outer Mongolia and forced its leaders to sign a "request" to be taken over by the government of China. Japan's aim was to protect its own economic, political, and military interests in North China be keeping the Russian Revolution from influencing Mongolia.
27. ↑  Kuzmin, S.L. (2011). The History of Baron Ungern. An Experience of Reconstruction. Moscow: KMK Sci. Press, p. 121-141, ISBN 978-5-87317-692-2
28. ↑  Willard Sunderland (2014년 5월 9일). 《The Baron's Cloak: A History of the Russian Empire in War and Revolution》. Cornell University Press. 281–쪽. ISBN 978-0-8014-7106-3.
29. ↑  Great Britain. Foreign Office; Sir Ernest Llewellyn Woodward (1966). 《Documents on British Foreign Policy, 1919-1939》. H.M. Stationery Office. 129–130쪽.
30. ↑  Bulag, Uradyn Erden (1998). 《Nationalism and Hybridity in Mongolia》 illurat판. Clarendon Press. 139쪽. ISBN 978-0198233572. 2014년 2월 1일에 확인함.
31. ↑  Kuzmin, S.L. (2011). The History of Baron Ungern. An Experience of Reconstruction. Moscow: KMK Sci. Press, p. 164-165, ISBN 978-5-87317-692-2
32. ↑  Kuzmin, S. L. 2016. Theocratic Statehood and the Buddhist Church in Mongolia in the Beginning of the 20th Century. Moscow: KMK Sci. Press, p. 147-148, ISBN 978-5-9907838-0-5
33. 1 2  Owen Lattimore; Sh Nachukdorji (1955). 《Nationalism and Revolution in Mongolia》. Brill Archive. 171–쪽. GGKEY:4D2GY636WK5.
34. ↑  Ferdynand Antoni Ossendowski (1922). 《Beasts, Men and Gods》. E. P. Dutton. 124–쪽. chahars hunghutze.
35. ↑  Ferdinand Antoni Ossendowski (2014년 5월 19일). 《Bestie, Uomini, Dei: Il mistero del Re del Mondo》. Edizioni Mediterranee. 100–쪽. ISBN 978-88-272-2550-9.
36. ↑  Jamie Bisher (2006년 1월 16일). 《White Terror: Cossack Warlords of the Trans-Siberian》. 라우틀리지. 336–쪽. ISBN 978-1-135-76596-5.
37. ↑  Ferdynand Antoni Ossendowski (1922). 《Beasts, Men and Gods》. E. P. Dutton. 114–쪽.
38. ↑  Uradyn Erden Bulag (1998년 1월 1일). 《Nationalism and Hybridity in Mongolia》. Clarendon Press. 139–쪽. ISBN 978-0-19-823357-2.
39. ↑  Nicholas Poppe (1978). 《Tsongol Folklore: Translation of the Collection The Language and Collective Farm Poetry of the Buriat Mongols of the Selenga Region》. Harrassowitz. 40쪽. ISBN 978-3-447-01942-2.
40. ↑  Clements Ripley (1930). 《Devil Drums》. Brewer & Warren, Incorporated; Payson & Clarke Limited. 2쪽.
41. ↑  James Palmer (2011년 6월 13일). 《The Bloody White Baron: El Sicario (large print 16 points)》. ReadHowYouWant.com. 208–쪽. ISBN 978-1-4596-1453-6.
42. ↑  Jasper Becker (2008년 6월 15일). 《Mongolia: Travels in the Untamed Land》. Jasper Becker. 119–쪽. GGKEY:WYN69Z428Q4.
43. ↑  《Mongolian People's Republic: Outer Mongolia》. Human Relations Area Files. 1956. 98쪽.
44. ↑  Ferdynand Antoni Ossendowski (1922). 《Beasts, Men and Gods》. E. P. Dutton. 236–쪽. old chinese silver dragons on their caps and shoulders.
45. ↑  East and West Association (U.S.) (1922). 《Asia and the Americas》. 616–쪽.
46. ↑  Michael Barry Miller (1994). 《Shanghai on the Métro: Spies, Intrigue, and the French Between the Wars》. University of California Press. 279–쪽. ISBN 978-0-520-08519-0.
47. ↑  Jamie Bisher (2006년 1월 16일). 《White Terror: Cossack Warlords of the Trans-Siberian》. Routledge. 275–쪽. ISBN 978-1-135-76595-8.
48. ↑  Jamie Bisher (2006년 1월 16일). 《White Terror: Cossack Warlords of the Trans-Siberian》. Routledge. 332–쪽. ISBN 978-1-135-76596-5.
49. ↑  Allen S. Whiting (1954년 1월 1일). 《Soviet Policies in China, 1917-1924》. Stanford University Press. 161–쪽. OCLC 437180.
50. ↑  《Papers Relating to Pacific and Far Eastern Affairs》. U.S. Government Printing Office. 1922. xx–쪽.
51. ↑  《China Review》. China Trade Bureau, Incorporated. 1922. 11–쪽.
52. ↑  Robert Arthur Rupen (1979). 《How Mongolia is really ruled: a political history of the Mongolian People's Republic, 1900–1978》. Hoover Institution Press, Stanford University. 133쪽. ISBN 978-0-8179-7122-9.
53. ↑  《Current History》. The Times. 1939. 33쪽.
54. ↑  Bruce A. Elleman (2015년 4월 10일). 《International Competition in China, 1899–1991: The Rise, Fall, and Restoration of the Open Door Policy》. Routledge. 68–쪽. ISBN 978-1-317-53778-6.
55. ↑  Mikhail V. Khodjakov (2014년 11월 19일). 《Money of the Russian Revolution: 1917–1920》. Cambridge Scholars Publishing. 168–쪽. ISBN 978-1-4438-7147-1.
56. ↑  Mikhail Khvostov (1997). 《The Russian Civil War (2): White Armies》. Osprey Publishing. 23–쪽. ISBN 978-1-85532-656-9.
57. ↑  G. D. R. Phillips (1942). 《Dawn in Siberia: The Mongols of Lake Baikal》. F. Muller, Limited. 124쪽.
58. ↑  Jyoti Bhusan Das Gupta (2007). 《Science, Technology, Imperialism, and War》. Pearson Education India. 556–쪽. ISBN 978-81-317-0851-4.
59. ↑  David J. Dallin (2013년 4월 16일). 《The Rise Of Russia In Asia》. Read Books Ltd. 169–쪽. ISBN 978-1-4733-8257-2.
60. ↑  Kuzmin, S. L. 2016. Theocratic Statehood and the Buddhist Church in Mongolia in the Beginning of the 20th Century. Moscow: KMK Sci. Press, p. 120-155, ISBN 978-5-9907838-0-5
61. ↑  《Soviet Literature》. Foreign Languages Publishing House. September 1950. 58쪽.
62. ↑  James Forsyth (1994년 9월 8일). 《A History of the Peoples of Siberia: Russia's North Asian Colony 1581–1990》. Cambridge University Press. 274–쪽. ISBN 978-0-521-47771-0.
63. ↑  Eva Jane Neumann Fridman (2004년 1월 1일). 《Sacred Geography: Shamanism Among the Buddhist Peoples of Russia》. Akadémiai Kiadó. 116쪽. ISBN 978-963-05-8114-1.
64. ↑  Willard Sunderland (2014년 5월 9일). 《The Baron's Cloak: A History of the Russian Empire in War and Revolution》. Cornell University Press. 161–쪽. ISBN 978-0-8014-7106-3.
65. ↑  Eva Jane Neumann Fridman (2004년 1월 1일). 《Sacred Geography: Shamanism Among the Buddhist Peoples of Russia》. Akadémiai Kiadó. 116쪽. ISBN 978-963-05-8114-1.
66. ↑  Mike J. Gane (2002년 1월 31일). 《Radical Sociology of Durkheim and Mauss》. Routledge. 222–쪽. ISBN 978-1-134-92236-9.
67. ↑  Norman Davies (2011년 4월 30일). 《White Eagle, Red Star: The Polish-Soviet War 1919-20》. Random House. 89–쪽. ISBN 978-1-4464-6686-5.
68. ↑  Suomalais-Ugrilainen Seura (1999). 《Journal de la Société Finno-Ougrienne》. Seura. 265쪽.
69. ↑  Anna Reid (2009년 5월 26일). 《The Shamans Coat: A Native History of Siberia》. Bloomsbury Publishing USA. 85–쪽. ISBN 978-0-8027-1917-1.
70. ↑  James Palmer (June 2011). 《The Bloody White Baron: The Extraordinary Story of the Russian Nobleman Who Became the Last Khan of Mongolia》. Basic Books. 86–쪽. ISBN 978-0-465-02207-6.
71. ↑  James Palmer (June 2011). 《The Bloody White Baron: The Extraordinary Story of the Russian Nobleman Who Became the Last Khan of Mongolia》. Basic Books. 269–쪽. ISBN 978-0-465-02207-6.
72. ↑  James Palmer (June 2011). 《The Bloody White Baron: The Extraordinary Story of the Russian Nobleman Who Became the Last Khan of Mongolia》. Basic Books. 108–쪽. ISBN 978-0-465-02207-6.
73. ↑  James Palmer (June 2011). 《The Bloody White Baron: The Extraordinary Story of the Russian Nobleman Who Became the Last Khan of Mongolia》. Basic Books. 109–쪽. ISBN 978-0-465-02207-6.
74. ↑  Kuzmin, S.L. (2011). The History of Baron Ungern. An Experience of Reconstruction. Moscow: KMK Sci. Press, p. 135-137, ISBN 978-5-87317-692-2
75. 1 2  “China/Mongolia (1911-1946)”. 《University of Central Arkansas》. Department of Government, Public Service, and International Studies. 2024년 2월 14일에 확인함.
76. ↑  James Palmer (June 2011). 《The Bloody White Baron: The Extraordinary Story of the Russian Nobleman Who Became the Last Khan of Mongolia》. Basic Books. 211–쪽. ISBN 978-0-465-02207-6.
77. ↑  Jamie Bisher (2006년 1월 16일). 《White Terror: Cossack Warlords of the Trans-Siberian》. Routledge. 339–쪽. ISBN 978-1-135-76596-5.
78. ↑  “蒙古不是中華民國固有之疆域”. 《자유시보 自由時報》. 2021년 2월 3일에 원본 문서에서 보존된 문서. 2021년 2월 6일에 확인함.
79. 1 2  “Mongolian office to ride into Taipei by end of the year”. 타이베이 타임스. 2002년 10월 11일. 2009년 2월 10일에 원본 문서에서 보존된 문서. 2009년 5월 28일에 확인함. In October 1945, the people of Outer Mongolia voted for independence, gaining the recognition of many countries, including the Republic of China. (...) Due to a souring of relations with the Soviet Union in the early 1950s, however, the ROC revoked recognition of Outer Mongolia, reclaiming it as ROC territory. {...} Long a province of China, Mongolia declared its independence in 1921 with Soviet backing. After the Ministry of the Interior's recent decision to exclude Mongolia from the official ROC map, on Oct. 3, the Ministry of Foreign Affairs announced that Taiwan recognizes Mongolia as an independent country -- 81 years after Mongolia declared its independence.
80. ↑  “Taiwan 'embassy' changes anger China”. 《BBC News》. 2002년 2월 26일. 2009년 5월 28일에 확인함.
81. ↑  “有關外蒙古是否為中華民國領土問題說明新聞參考資料” [Reference materials about the territory of the Republic of China excluding Outer Mongolia] (PDF) (중국어 (대만)). 대륙위원회. 2012년 5월 22일에 확인함.
82. ↑  Manduhai Buyandelger (2013년 11월 1일). 《Tragic Spirits: Shamanism, Memory, and Gender in Contemporary Mongolia》. University of Chicago Press. 60–쪽. ISBN 978-0-226-08655-2.
83. ↑  Alan Sanders (2003년 4월 9일). 《Historical Dictionary of Mongolia》. Scarecrow Press. 46–쪽. ISBN 978-0-8108-4434-6.
84. ↑  Andrei Znamenski (2012년 12월 19일). 《Red Shambhala: Magic, Prophecy, and Geopolitics in the Heart of Asia》. Quest Books. 117–쪽. ISBN 978-0-8356-3028-3.
85. ↑  Caroline Humphrey (1998). 《Marx Went Away--but Karl Stayed Behind》. University of Michigan Press. xiv–쪽. ISBN 978-0-472-06676-6.
86. ↑  《Chö-yang》. Council for Religious and Cultural Affairs of H.H. the Dalai Lama. 1992. 119쪽.
87. ↑  Andrei Znamenski (2012년 12월 19일). 《Red Shambhala: Magic, Prophecy, and Geopolitics in the Heart of Asia》. Quest Books. 227–쪽. ISBN 978-0-8356-3028-3.
88. ↑  Jamie Bisher (2006년 1월 16일). 《White Terror: Cossack Warlords of the Trans-Siberian》. Routledge. 303–쪽. ISBN 978-1-135-76595-8.
89. ↑  Solomon M. Schwarz (1951). 《The Jews in the Soviet Union》. 71쪽.
90. ↑  Chakars, Melissa (2014). 《The socialist way of life in Siberia : transformation in Buryatia》. Budapest. ISBN 978-963-386-014-4. OCLC 878406217.